# Гонсалвеш, Жота
Жота Гонсалвеш (порт.  Jota Gonçalves; род. 17 июня 2000, Эшпинью) — португальский футболист, защитник клуба «Визела».

## Клубная карьера
Гонсалвеш — воспитанник клубов «Эшпинью», «Фейренсе», «Академика» и «Тондела». 14 июля 2020 года в матче против «Жил Висенте» Жота дебютировал в составе последних.
2 января 2024 года стал игроком клуба «Визела». 6 января в поединке против клуба «Эштрела» Жота дебютировал в португальской Примейре.